# Lifetime Achievement Award (Saturn Award)
Il Lifetime Achievement Award (o anche Life Career Award) è un premio assegnato nel corso dei Saturn Award a partire dal 1995.
L'onorificenza veniva assegnata come premio alla carriera nel genere fantascientifico.

## Vincitori

### Anni 1970
- 1976: Fritz Lang
- 1977: Samuel Z. Arkoff
- 1979: Christopher Lee

### Anni 1980
- 1980: Gene Roddenberry e William Shatner
- 1981: John Agar
- 1982: Ray Harryhausen
- 1983: Martin B. Cohen
- 1986: Vincent Price
- 1987: Leonard Nimoy
- 1988: Roger Corman

### Anni 1990
- 1990: Ray Walston
- 1992: Arnold Schwarzenegger
- 1993: David Lynch
- 1994: Alfred Hitchcock, Steve Reeves e Whit Bissell
- 1995: Joel Silver, Richard Fleischer, Sean Connery e Wes Craven
- 1996: Albert Broccoli, Edward R. Pressman e Harrison Ford
- 1997: Sylvester Stallone, John Frankenheimer e Dino De Laurentiis
- 1998: James Coburn, James Karen e Michael Crichton
- 1999: Nathan H. Juran

### Anni 2000
- 2000: Dick Van Dyke e George Barris
- 2001: Brian Grazer e Robert Englund
- 2002: Drew Struzan e Stan Lee
- 2003: Kurt Russell e Sid and Marty Krofft
- 2004: Blake Edwards
- 2005: Stephen J. Cannell e Thomas Rothman
- 2008: Robert Halmi
- 2009: Leonard Nimoy e Lance Henriksen

### Anni 2010
- 2010: Irvin Kershner
- 2011: Bert Gordon e Michael Biehn
- 2012: Frank Oz e James Remar
- 2013: Jonathan Frakes
- 2014: Malcolm McDowell
- 2016: Nichelle Nichols
- 2017: Lee Majors